# Emigración australiana
La emigración australiana la constituye aquella población oriunda de Australia —y su descendencia inmediata— que vive fuera del país. Son aproximadamente 527.255 personas nacidas en Australia quienes viven en el extranjero, tanto personas que son ciudadanos australianos y viven fuera de Australia, como personas con ascendencia australiana que viven fuera de Australia.
En el 2015, el 2,15 % de la población australiana vivía en el extranjero, una de las proporciones más bajas a nivel mundial.

## Historia
Se informó sobre la emigración australiana en un informe de investigación del Comité para el Desarrollo Económico de Australia (CEDA) de 2003, "La diáspora australiana: su tamaño, naturaleza e implicaciones políticas". El informe abogaba por una política gubernamental australiana de mantenimiento de un contacto activo con sus emigrantes.
En 2005, un comité del senado australiano informó sobre la cuestión de los australianos expatriados y recomendó que el "Gobierno australiano debe hacer mayores esfuerzos para conectar
con nuestra comunidad de expatriados".
A diferencia de muchos países que experimentan una «fuga de cerebros» debido a la emigración, el informe del CEDA de 2003 sostenía que la emigración era positiva en términos netos para Australia, ya que el país experimentaba una "circulación de cerebros" a medida que los australianos aumentaban sus conocimientos y experiencia, y una "ganancia de cerebros", ya que estos expatriados cualificados tendían a regresar a Australia y llegaban nuevos inmigrantes cualificados. Entre 1999 y 2003, por cada australiano altamente cualificado que vivía en otro país de la Organización para la Cooperación y el Desarrollo Económico (OCDE), había siete emigrantes altamente cualificados en Australia. Los niveles de inmigración cualificada a Australia reflejan las políticas del Gobierno de "practicar una política de inmigración selectiva basada en criterios de capital humano".

## Destinos principales de la emigración australiana

### Asia

#### ChinaChina
En 2010, había 13.286 personas nacidas en Australia viviendo en China continental. En 2016, había 14 669 personas nacidas en Australia viviendo en Hong Kong SAR.

#### IsraelIsrael
En las últimas décadas se ha visto un aumento de australianos que emigran a Israel, principalmente aquellos de origen judío, quienes denominan a este proceso como aliá, es decir la migración de judíos hacia Israel. Entre 10.000 y 12.000 australianos residen en el Estado judío.

### Europa

#### AlemaniaAlemania
En 2021 había 26.000 personas nacidas en Australia viviendo en Alemania. En los últimos años,[¿cuándo?] ha aumentado el número de australianos que viven en el extranjero en Alemania.

#### Reino UnidoReino Unido
En 2021, 165.000 personas nacidas en Australia vivían en el Reino Unido. El censo del 2011 registró 113.592 residentes nacidos en Australia en Inglaterra, 2.695 en Gales, 8.279 en Escocia, y 1.750 en Irlanda del Norte.

### América

#### Estados Unidos
En 2019, había 98.619 personas nacidas en Australia viviendo en Estados Unidos. En 2001, los principales lugares de residencia eran: 25.000 vivían en Los Ángeles; 17.000 en San Francisco; 17.000 en Washington D. C.; y 15.000 en Nueva York.
El número de australianos que emigran a Estados Unidos es inferior al de estadounidenses que emigran a Australia. Entre 200.000 y 300.000 ciudadanos estadounidenses viven en Australia.

### Oceanía

#### Nueva ZelandaNueva Zelanda
En 2018, había 75 696 personas nacidas en Australia viviendo en Nueva Zelanda. El Trans-Tasman Travel Arrangement permite a australianos y neozelandeses migrar entre Australia y Nueva Zelanda sin cumplir los requisitos de inmigración habituales.

## Comparación con la población expatriada de otros países
En 2015, el 2,15 % de la población australiana vivía en el extranjero, una de las proporciones más bajas a nivel mundial. Esta proporción es muy inferior a la de muchos otros países de la OCDE.
Los niveles educativos de los expatriados australianos eran altos: el 44 % de los expatriados australianos en otros países de la OCDE tenían un nivel educativo alto. Los expatriados japoneses tenían la proporción más alta, con un 50 % con un alto nivel educativo. El 49 % de los expatriados de EE. UU. tenían un nivel educativo alto, al igual que el 45 % de los expatriados de Nueva Zelanda.